# De intrede van Christus in Brussel in 1889
De intocht van Christus te Brussel in 1889 is een postimpressionistisch schilderij van James Ensor uit 1888. Het monumentale werk is zijn meest spectaculaire: het is 2,58 meter hoog en 4,31 meter breed. Het doek is een sleutelwerk van het Fin de siècle en wordt tentoongesteld in het J. Paul Getty Museum in Los Angeles.

## Totstandkoming
Om het werk te maken, moest Ensor het gedeelte van het doek dat hij zou beschilderen aan de muur spijkeren terwijl de rest op de grond bleef liggen. Hij ging te werk met beide kanten van zijn borstel en gebruikte ook paletmessen en spatels, waardoor het niet vreemd is dat het doek wordt beschouwd als een voorloper van het expressionisme. Ensor wilde de Intocht tonen op de salon van Les XX, maar de kunstbeweging die hij mee had opgericht, weigerde. Hij bewaarde het dan maar in zijn woonkamer in Oostende.

## Tentoonstellingen
In 1929 kreeg het grote publiek het doek voor het eerst te zien op een tentoonstelling in het Paleis voor Schone Kunsten. Het veroorzaakte een sensatie en dat jaar werd Ensor tot baron verheven. Tijdens de Tweede Wereldoorlog raakte het schilderij licht beschadigd door granaatscherven. Het werd aangekocht door de Antwerpse bankier Louis Franck, die het van 1953 tot 1983 in bruikleen gaf aan het Koninklijk Museum voor Schone Kunsten Antwerpen. Het werd verder uitgeleend voor verschillende tentoonstellingen, onder andere in Venetië (1950), in het Casino van Knokke (1971), Chicago, New York (1976) en in het Museum voor Schone Kunsten Oostende (1977-1978). Vanaf 1983 hing het in Zürich, tot Franck het in 1987 verkocht aan het J. Paul Getty Museum voor ongeveer 9 miljoen euro. Er was in België veel protest, maar geen enkele overheidsinstantie had zich bereid getoond om de vraagsom te betalen.

## Voorstelling
De kijker ziet een carnavaleske stoet vol maskers, tronies, clowns en karikaturen op zich afkomen, die hem dreigt te verpletteren. De Christus in het midden van het gewoel, enigszins verdoken tussen de menigte op een ezel, heeft gelaatstrekken die wel sterk op Ensor lijken: de kunstenaar als visionair ingehaald door de massa. Ondanks de fanfare en het gejuich, drukt het volgens Ensors biograaf Eric Min vooral zijn eenzaamheid en miskenning uit. Vooraan staan verwaande rechters, zelfvoldane burgers, vissersvrouwen, een dokter met tovenaarshoed, een stel muzikanten, een bespottelijk verliefd koppeltje en een pompeuze bisschop die tamboer-majoor speelt (met de trekken van Émile Littré). Rechts op het verhoog dragen de burgemeester en zijn schepenen een clownkostuum. De optocht marcheert onder een groot banier met de tekst “Vive la Sociale”. Het is duidelijk dat Kerk noch socialisme worden gespaard. Ensor klaagt de maatschappij aan en zet de bevolking voor gek.

## Stijl
Het schilderij was een aanval op de eigentijdse schoonheidsconventies. Ensor gebruikte dikke lagen pigment om de minieme mensen die in groten getale naar voren komen, neer te zetten. Ook de maskers en veelvoud van kleuren vormen een complete tegenstelling met het gebruik van grote vlakke ruimtes door zijn generatie schilders. Naast het veelvoudig kleurgebruik, doet Ensor ook beroep op technieken als verwarring in de compositie en volgt hij het perspectief vanuit één punt niet. Tien jaar eerder had Jan Verhas furore gemaakt met De optocht van de scholen in 1878. Ensor lijkt te reageren op het ordelijke academisme van dit bourgeois icoon door een kleurrijke, ambigue chaos te scheppen. Zijn werk is heel gedetailleerd, waardoor een afbeelding het schilderij nooit volledig tot zijn recht kan laten komen.